# Kardos Eszter (színművész)
Kardos Eszter (1991. augusztus 3. –) magyar szinkronszínésznő.

## Élete
Hatéves volt (1997), amikor szüleivel jelentkezett az Erkel Színházba, ahol tömegjelenetekhez kerestek gyerekeket. Már gyerekkorában is fellépett színházakban. Később énekes szerepeket játszott az Operettben és a Madách Színházban.
A nagyobb sikert a Barátok közt hozta meg neki. 2007 februárjában mutatták be Madga Szilviát, a sorozat Berényi Claudiájának (Ábrahám Edit) unokáját, de már áprilisban nem forgatott. A producer (Kalamár Tamás) elégedetlen volt vele. Ha Szilvia maradt volna, akkor teljesen más irányba fejlődött volna a szereplő, ezért úgy döntöttek, még az elején leváltják, mielőtt nagyon rögződött volna a nézőkben. Az új szereplővel, Kardos Eszterrel Vanda is változik egy kicsit, pozitív irányba. A Barátok köztön kívül reklámfilmekben, a színpadon is szerepel, és szívesen vállal szinkronszerepeket is.

## Színházi szereplései
- A kis herceg (2007)
- Az ember tragédiája (1999)
- Légy jó mindhalálig! (2005)

## Filmek
- Barátok közt (2007–2011, 2012, 2013, 2014, 2019–2021) színész (Illés Vanda)
- 411-Z (2007) művészeti osztály

### Szinkronszerepek
- Rettegj tőlem! (Fear) (2005)
- Enyém, tiéd, miénk (Yours, Mine and Ours) (2006)
- Életre kelt napló (Isa) (2006)
- Csingiling (Tinker Bell) (2008)
- Volt (film) (Penny) (2008)
- A Boszorkány-hegy (Annasophia Robb) (2009)
- A gazdagság ára (Mariana Villarreal) (Claudia Martín)
- Hannah Montana – A film (Emily Osment) (2009)
- A hercegnő és a béka (Charlotte LaBouff) (2010)
- Panna (Panna) (2010)
- Randiztam egy sztárral (Danielle Campbell) (2010)
- A szerelem nevében (Romina Mondragón) (2008)
- Lángoló Chicago Sylvie Brett – (Kara Killmer) (3–4. évad)
- Én kicsi pónim (Meghan) (2008)
- Árva angyal (Dora) (2008)
- Step up 3 (Carly) (2010)
- Szerelemre nincs recept (Paz Roble Ruiz) (Claudia Martín)
- Street Dance 3D (Carly) (2010)
- Pont karácsonykor (Linsay Rogers) (Eloise Mumford) (2015)
- Rendes fickók (Amelia Kuttner) (2016)
- Kikiwaka tábor: (Hazel) (2016)
- Maximum Ride – Szárnyra kapva (Max) (2016)
- A szépség és a szörnyeteg (film, 2017) (Belle, a szépség)
- Megtalálsz Párizsban (sorozat, 2018-) (Lena Grisky)
- Utódok (Evie)
- Ki vagy, doki? (Ashildr/Én)
- Sherlock (Eurus Holmes) (2017)
- Szulejmán Nurbahar – Irem Helvacioglu
- Egy kutya négy útja (CJ Mitchell) (2019)
- A vadon hercegnője ( Toki) (2015)
- Violetta (2015) (Gery)
- Boszi akadémia (2016) (Samantha)
- Ralph lezuzza a netet (2018) (Belle)
- Macskák királysága (2015) (Juki)
- Goldberg család (2020-) (Brea Bee)
- A kék lagúna az ébredés (2012) (Emma)
- Balerina (2017) (Cammile)
- A magas lány 2  (2022) (Stella Mohlin)
- Minden minden (2017) ( Rosa)
- Szerelem és más bajok (2022) (Esta Erten)
- Rocktábor (2008) (Theresa Tyler)
- Rocktábor 2- A záróbuli (2010) (Theresa Tyler)
- A Mandalóri (2020–) (Katy O'Brian)
- Cyberpunk: Edgerunners (2022) (Lucy)
- Gyönyörű sorscsapás (2023) (Abby)
- Volt egyszer egy stúdió (2023) (Belle)